# Kurtisan

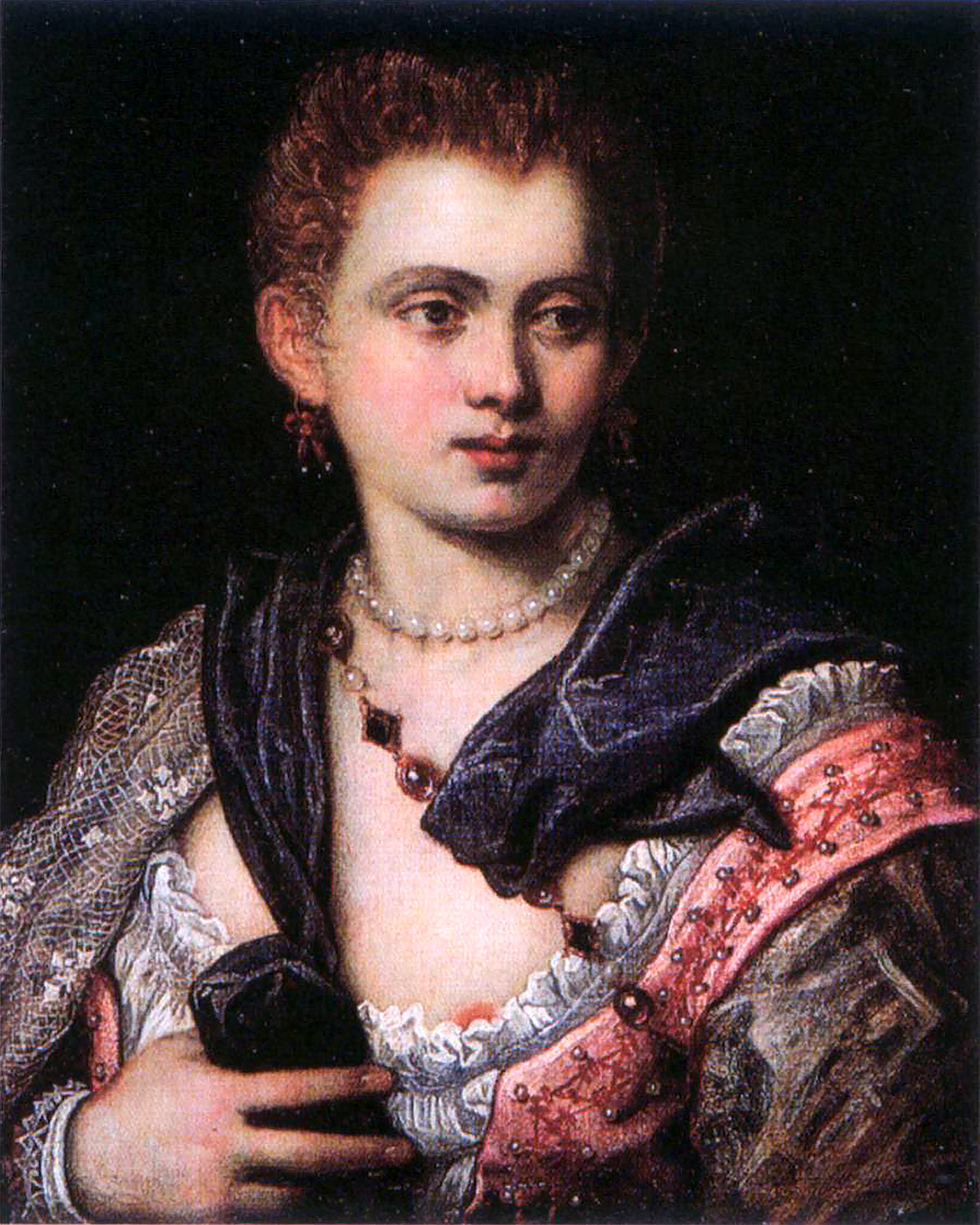
Veronica Franco porträtterad av Tintoretto.

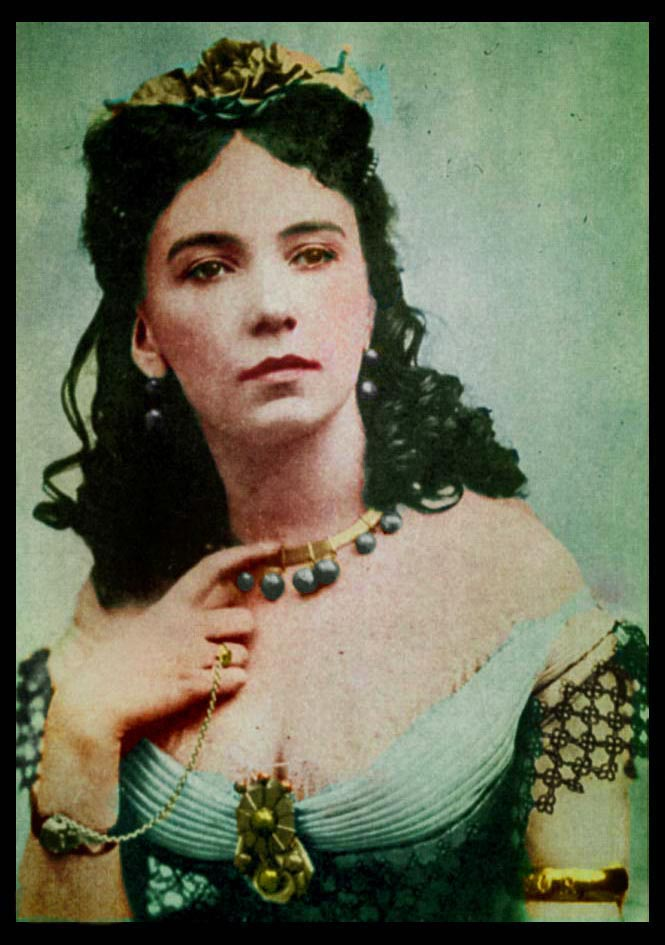
Cora Pearl.

Kurtisan (courtisane [-san], egentligen "hovdam"); elegant demimondedam.  En historisk benämning på en finare slags lyxprostituerad och sällskapsdam för män, vilket var vanligt i aristokratiska kretsar i Europa under antiken, samt från senare delen av medeltiden och till och med 1800-talet. Det har också förekommit i olika former i många andra kulturer världen över.

## Historia
Kurtisan betecknar generellt sett en kvinna som inte enbart sålde sexuella tjänster till män, utan som också hade fin bildning och kunde uppträda belevat och vara ett underhållande sällskap, och där sexuella tjänster ibland, men inte alltid, inkluderades i priset.  Kraven på en kurtisans kunskaper har varit olika inom olika kulturer och tidsperioder, men det som skilde en kurtisan från en vanlig prostituerad har generellt varit att kurtisaner har erbjudit även icke sexuella tjänster till sina kunder, och att sexuella tjänster ibland inte har inkluderats alls.  Japans geishor är ett exempel på kurtisaner som inte sålde sexuella tjänster. 
I antikens Grekland fanns en motsvarighet i hetärerna.  I Europa återuppväcktes en specifik kurtisankultur i renässansens Italien.  Vissa epoker och länder har haft en särskilt livlig kurtisankultur, så som renässansens Italien och det andra kejsardömets Paris.  Historiskt sett tillhörde kurtisaner den minoritet prostituerade som hade möjlighet att bli förmögna på sitt yrke.  En kurtisan kunde ibland vara en före detta medlem av överklassen eller medelklassen, som blivit utstött från sin samhällsklass på grund av en skandal och sedan tvingats försörja sig på sina förhållanden, så som i fallen Grace Elliott och Seymour Fleming. 
Andra delar av världen har haft sina lokala motsvarigheter av en finare typ av kultiverad sällskapsdam för män som ibland, och ibland inte, även sålde sexuella tjänster: Geisha och oiran (Japan), Kisaeng (Korea), Qiyan (Mellanöstern), Tawaif (Indien) och Yiji (Kina).

## Berömda kurtisaner
- Fryne (300-talet f.Kr.), grekisk hetär-kurtisan.
- Arib al-Ma'muniyya (797-890), arabisk qiyan-kurtisan.
- Yu Gam-dong (1400-talet), koreansk kisaeng-kurtisan.
- Imperia La Divina (1481–1512), kurtisan i renässansens Rom, kallad Europas första kurtisan.
- Veronica Franco (1546–1591), den kanske mest kända av de berömda kurtisanerna i renässansens Venedig.
- Gu Mei (1619-1664), kinesisk yiji-kurtisan.
- Ninon de l'Enclos (1620–1705), berömd fransk societetskurtisan.
- Rosalie Duthé (1748–1830), fransk kurtisan och konstnärsmodell.
- Mah Laqa Bai (1768–1824), indisk tawaif-kurtisan.
- La Païva (1819–1884), en av de berömda demimonde-kurtisanerna i det andra kejsardömets Paris.
- Marie Duplessis (1824–1847), känd som förebilden för Marguerite Gautier i Kameliadamen av Alexandre Dumas d.y.
- Li Pingxiang (1906), kinesisk yiji-kurtisan.
- Mata Hari (1876-1917), spion under första världskriget.